# 克孜勒科加區
48°16′48″N 53°51′00″E / 48.28000°N 53.85000°E

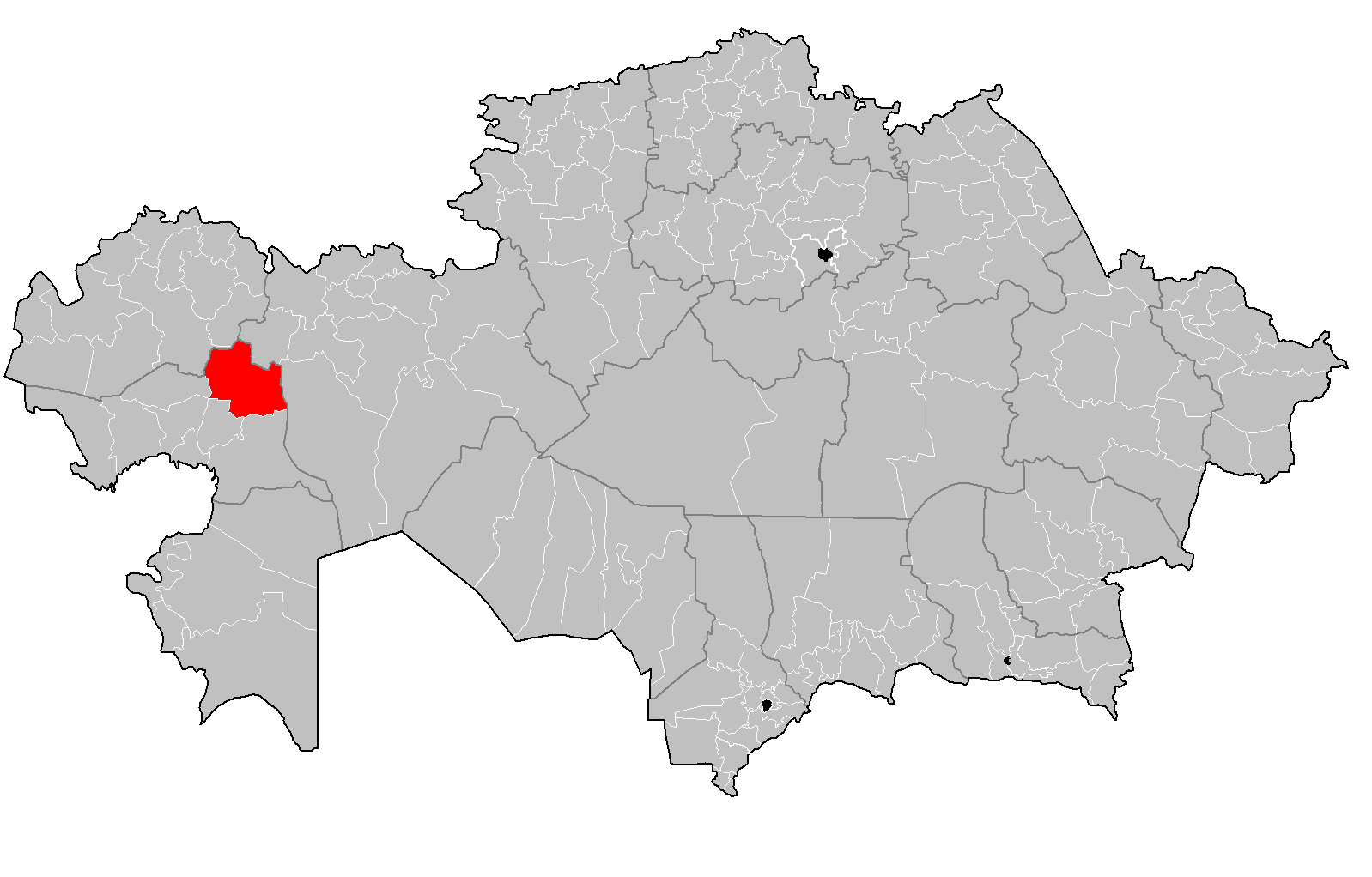

克孜勒科加區是哈薩克斯坦的行政區，位於該國西部，由阿特勞州負責管轄，首府設於米亞雷，始建於1928年，面積24,900平方公里，2013年人口31,244。